# پیدروگو گراندی
پیدروگو گراندی (به پرتغالی: Pedrógão Grande) یک شهرستان در مرکز پرتغال است که در لیریا واقع شده‌است. پیدروگو گراندی ۱۲۸٫۷۵ کیلومتر مربع مساحت و ۳٬۹۱۵ نفر جمعیت دارد.

## نگارخانه

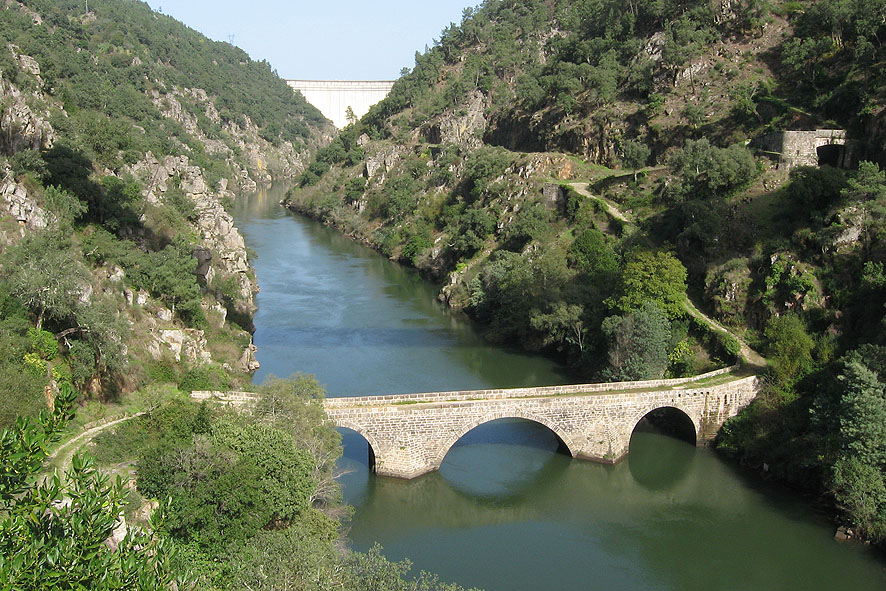
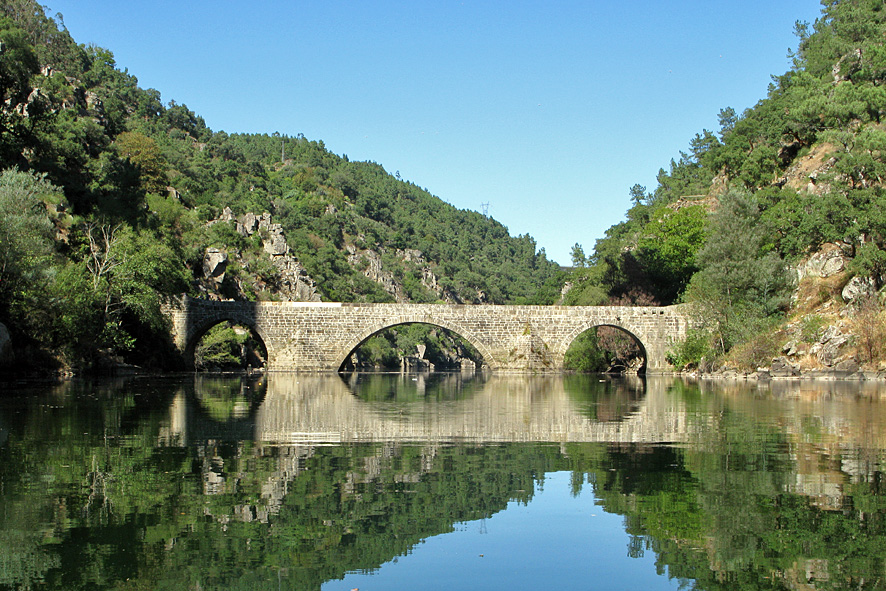
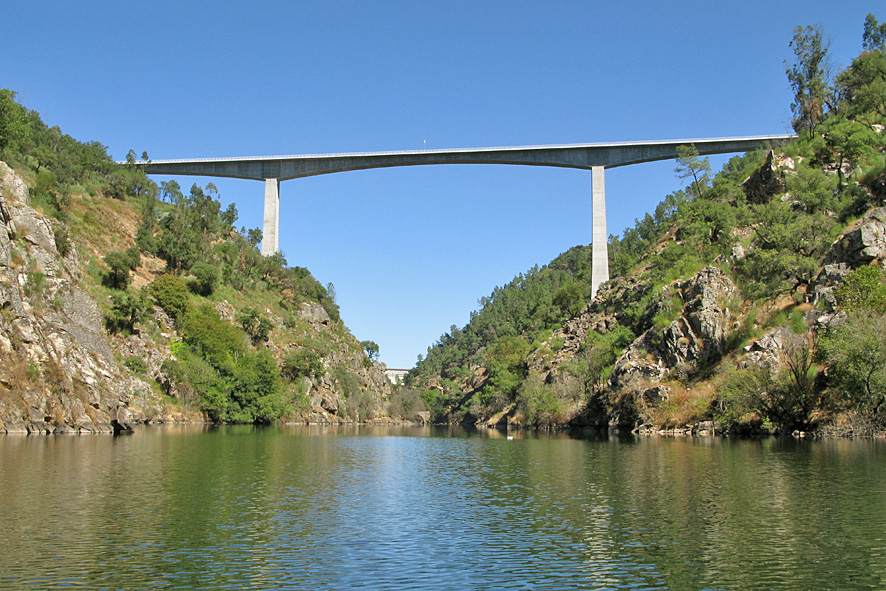
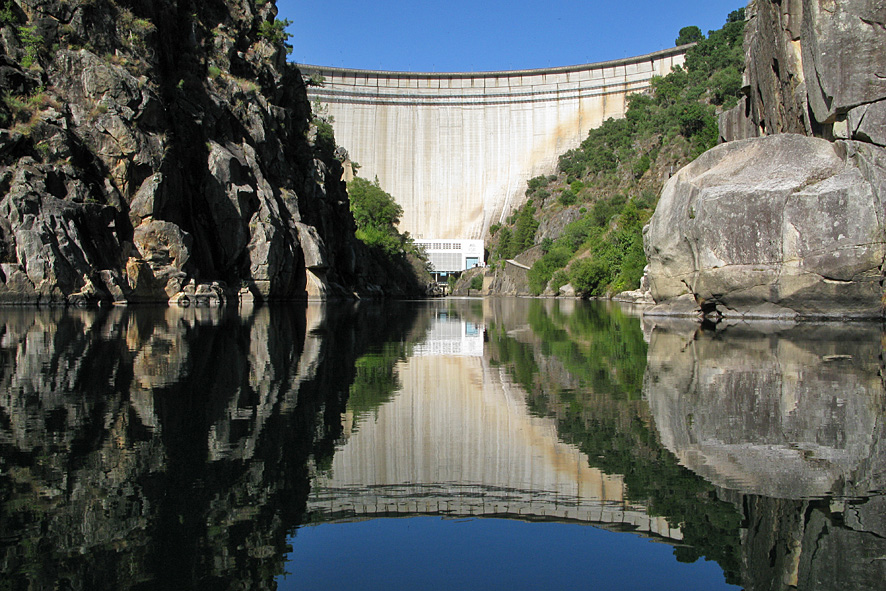